# Jean-Baptiste Philémon de Cuvillon
Jean-Baptiste Philémon de Cuvillon est un violoniste et compositeur français né le 13 mai 1809 à Dunkerque et mort le 26 mars 1900 à Fontainebleau.

## Biographie
Jean-Baptiste Philémon de Cuvillon naît le 13 mai 1809 à Dunkerque.
Il est élève de François-Antoine Habeneck au Conservatoire de Paris, où il obtient un premier prix en 1826, avant de travailler la composition auprès de Reicha puis d'étudier le droit.
Comme musicien d'orchestre, il est premier violon de la Société des concerts du Conservatoire de 1830 à 1866 et de l'orchestre de la Chambre de Louis-Philippe.
Comme interprète, Cuvillon s'illustre en particulier dans le domaine de la musique de chambre. Il est ami d'Hector Berlioz, Charles Gounod et Camille Saint-Saëns, notamment.
Pour Aristide Farrenc, il est un de ceux qui ont le mieux conservé « les traditions de la belle école fondée en France par Viotti, illustrée ensuite par Rode, Kreutzer, Baillot et Lafont ».
Comme compositeur, Cuvillon est l'auteur de concertos et fantaisies.
En 1847, il épouse Claire-Laurentine Planquette, fille de Louis-Victor Planquette.
Comme pédagogue, il ouvre en 1864 un cours d'accompagnement et de musique d'ensemble à son domicile Cité Vindé, 17 boulevard de la Madeleine.
Jean-Baptiste Philémon de Cuvillon meurt le 26 mars 1900 à Fontainebleau.